# Бикбов, Юнус Юлбарисович
Юнус Юлбарисович Бикбов (баш. Юныс Юлбарыҫ улы Бикбов, 1883—1942) — один из лидеров Башкирского национального движения, партийный и государственный деятель, председатель Башкирского правительства. Неоднократно репрессирован как «башкирский националист».

## Биография
Родился в 1883 году в деревне Абуляис 2-й Усерганской волости Орского уезда Оренбургской губернии (ныне Зианчуринский район Башкортостана).
Первоначальное образование получил в медресе деревне Юныс, затем учился в русской школе. После школы поступил в Оренбургскую гимназию, где стал членом местного социал-демократического кружка, а позже — членом партии эсеров.
В 1909 году становится студентом юридического факультета Казанского университета. Поднадзорный с 1909 года из-за партийной деятельности.
С 1917 года начал работать мировым судьей во 2-й Усерганской волости и летом того же года активно включился в Башкирское национальное движение за автономию Башкурдистана.
В декабре 1917 года на Учредительном III Всебашкирском курултае избран Председателем Предпарламента — Кесе-Курултай и членом Башкирского правительства.
В конце 1917 года избран делегатом в Учредительное собрание от башкир-федералистов по Оренбургскому избирательному округу (списку № 9).
В 1918 году становится Председателем Башкирского Правительства.
В 1919 году после образования Башревкома был включен в его состав на I Всебашкирском военном съезде.
После подписания Соглашения с центральными Советскими властями, его избирают народным комиссаром юстиции Автономной Башкирской Советской Республики.
После майского декрета 1920 года ВЦИК и СНК РСФСР об ограничении прав Автономной Башкирской Советской Республики и нарушений статей Соглашений, члены Башкирского Правительства подали в коллективную отставку. Вернулся к своей прежней работе мировым судьей во 2-й Усерганской волости.
18 мая 1930 году по решению тройки ОГПУ БАССР был приговорён к 5 годам лишения свободы и отправлен на стройку Беломоро-Балтийского канала. После возвращения уезжает жить в Ташкент, где сначала работал преподавателем в школе, затем в университете. В 1938 году по ложному обвинению был вновь приговорён, но уже к 8 годам лишения свободы, был отправлен в Казахстан, где умер в 1942 году. Реабилитирован в 1962 году.